# 艾拜都拉·乃吉米丁
艾拜都拉·乃吉米丁，中国新疆人，中华人民共和国政治人物、全国脱贫攻坚先进个人。

## 生平
艾拜都拉·乃吉米丁任新疆维吾尔自治区喀什地区伽师县克孜勒博依镇曲如其村驻村第一书记、“访惠聚”驻村工作队队长，中国储备粮管理集团有限公司中央储备粮巴音郭楞直属库有限公司副总经理。因在脱贫攻坚战中作出突出贡献，2021年2月25日全国脱贫攻坚总结表彰大会上，艾拜都拉·乃吉米丁被授予“全国脱贫攻坚先进个人”。